# Tullio Gregory
Tullio Gregory (Roma, 28 gennaio 1929 – Roma, 2 marzo 2019) è stato un filosofo e storico della filosofia italiano.

## Biografia
Nato a Roma nel 1929, si laureò in filosofia nel 1950 presso la Facoltà di Lettere e Filosofia dell'Università degli Studi di Roma "La Sapienza" con Bruno Nardi. Di questo ateneo fu professore ordinario dal 1962 come titolare della cattedra di Storia della filosofia medievale e dal 1967 di quella di Storia della filosofia. Fu anche direttore del Dipartimento di Ricerche storico-filosofiche e pedagogiche della stessa Università.
Dal 1951 fu collaboratore dell'Istituto dell'Enciclopedia Italiana, contribuendo tra l'altro alla pubblicazione del Dizionario Enciclopedico Italiano. In seguito divenne direttore della sezione di Storia della filosofia e del cristianesimo del Lessico Universale Italiano, collaborò alla Terza Appendice, al Dizionario Biografico degli Italiani, alla Dantesca, alla Virgiliana e diresse la redazione dell'Enciclopedia della moda. Presso l'Istituto dell'Enciclopedia Italiana, del cui Consiglio scientifico era membro, fu direttore dell'Enciclopedia Italiana di Scienze, Lettere e Arti (Treccani).
Dai primi anni sessanta fu consulente della Casa editrice Laterza per la filosofia; in tale ruolo, fra le molte altre iniziative, diresse la collana "I filosofi", divenuta ormai una vera e propria enciclopedia filosofica d’alto livello.
Fu fondatore e direttore, dal 1964, del Centro di Studio per il Lessico Intellettuale Europeo del Consiglio Nazionale delle Ricerche, che diresse dal 1970. Inoltre era membro del Comitato direttivo del Centro italiano di studi sull'alto medioevo e del Consiglio direttivo dell'Istituto Nazionale di Studi sul Rinascimento di Firenze.
Condirettore, prima con Paul Dibon, poi con Marc Fumaroli e Marta Fattori, delle Nouvelles de la République des Lettres, era membro del Consiglio scientifico dell'Institut de la Langue Française di Parigi, directeur d'études all'École Pratique des Hautes Études della Sorbona e della Société Internationale pour l'Etude de la Philosophie Médiévale; di questa era Presidente dal 1987.
Accademico Ordinario dell'Accademia delle arti del disegno di Firenze e socio nazionale dell'Accademia Nazionale dei Lincei e dell'Accademia Pontaniana, fu anche fellow della British Academy di Londra dal 1993 e dell'American Academy of Arts and Sciences dal 1994. 
Fu consigliere d'amministrazione della Rai nel 1993-1994, all'epoca dei cosiddetti "Professori".
Collaborò con l'Istituto dell'Enciclopedia Italiana e con l'inserto domenicale de Il Sole 24 ore. In questo inserto espresse il proprio punto di vista su Wikipedia (18 e 25 febbraio 2007); negli articoli sopra citati si rileva che a suo giudizio, in Wikipedia, «le singole voci sono un coacervo di notizie che, mancando di sistemazione critica, non offrono neppure una sicura informazione».
È morto a Roma il 2 marzo 2019 a novant'anni.

## Attività di ricerca
Si occupò soprattutto delle fasi di trapasso del pensiero filosofico, scientifico e teologico europeo dal medioevo al XVII secolo.

## Opere principali
- Anima mundi. La filosofia di Guglielmo di Conches e la scuola di Chartres, Firenze, Sansoni, 1955 (ristampaː Fondazione CISAM, 2020).
- Platonismo medievale. Studi e ricerche, Roma, Istituto storico italiano per il Medio Evo, 1958.
- Scetticismo ed empirismo. Studio su Gassendi, Bari, Laterza, 1961.
- L'idea di natura nella filosofia medievale prima dell'ingresso della fisica di Aristotele. Il secolo XII, in III Congresso Internazionale di Filosofia medievale, La filosofia della natura nel Medioevo (Passo della Mendola, 31 agosto-5 settembre 1964), Firenze, Sansoni, 1964; poi in La filosofia della natura nel Medioevo. Atti del Terzo Congresso internazionale di filosofia medioevale. Passo della Mendola (Trento), 31 agosto-5 settembre 1964, Milano, Vita e pensiero, 1966, pp. 27–65.
- Studi sull'atomismo del Seicento, in "Giornale critico della filosofia italiana", XVIII, 1964, pp. 38–65; XX, 1966, pp. 44–63; XXI, 1967, pp. 528–541
- Aristotelismo, in Grande antologia filosofica, VI, Il pensiero della rinascenza e della riforma. Protestantesimo e riforma cattolica, Milano, Marzorati, 1964.
- Dio ingannatore e genio maligno. Nota in margine alle "Meditationes" di Descartes, in "Giornale critico della filosofia italiana", anno LIII (LV), fasc. IV (ott.-dic. 1974), pp. 477–516; poi in Mundana sapientia.
- Theophrastus redivivus. Erudizione e ateismo nel Seicento, Napoli, Morano, 1979.
- Il libertinismo della prima metà del Seicento. Stato attuale degli studi e prospettive di ricerca, in Ricerche su letteratura libertina e letteratura clandestina nel Seicento. Atti del Convegno di studio di Genova, 30 ottobre-1 novembre 1980, Firenze, La Nuova Italia, 1981, pp. 3–47.
- Etica e religione nella critica libertina, Napoli, Guida, 1986. ISBN 88-7042-833-8.
- Mundana sapientia. Forme di conoscenza nella cultura medievale, Roma, Edizioni di Storia e Letteratura, 1992. ISBN 88-87114-21-8.
- Genèse de la raison classique de Charron à Descartes, Paris, Presses Universitaires de France, 2000. ISBN 2130483135.
- Lo spazio come geografia del sacro nell'Occidente altomedievale, in “Giornale critico della filosofia italiana”, Anno LXXXI (LXXXIII), Fasc. II, maggio-agosto 2002.
- Noè ovvero della sobria ebbrezza, in L'ebbrezza di Noè. Sedici artisti per San Gimignano, Cesena, Il Vicolo, 2003. ISBN 88-87369-23-2.
- Origini della terminologia filosofica moderna. Linee di ricerca, Firenze, Olschki, 2006. ISBN 88-222-5566-6.
- Speculum naturale. Percorsi del pensiero medievale, Roma, Edizioni di Storia e Letteratura, 2007. ISBN 978-88-8498-338-1.
- Principe di questo mondo. Il diavolo in Occidente, Roma-Bari, Laterza, 2013. ISBN 978-88-581-0654-9.
- Michel de Montaigne, o Della modernità, Pisa, Edizioni della Normale, 2016, ISBN 978-88-7642-583-7.
- Vie della modernità, Firenze, Le Monnier Università, 2016. ISBN 978-88-00-74761-5.

## Onorificenze
- Chevalier officier de l'ordre des arts et des lettres de France.